# ホンジュラスのイスラム教
本項目ではホンジュラスのイスラム教について記述する。

## 概要
総人口の0.1%に当たる5000 - 6000人がムスリムと推定。公式の調査に基づく具体的な信者数は不明なものの、総人口800万人のうち50000 - 80000人がアラブ人の血を引いており、大部分がパレスチナ系である。しかしながら、こうしたアラブ人の圧倒的大多数が正教会やカトリックを信仰。
アラブ系移民の割合が西半球では最大規模を誇り、絶対数ではアメリカ合衆国、メキシコ、コロンビア、ベネズエラ、カナダ、そしてチリに次いで7番目に多い。

## 歴史
地元の調査によると、1896年にアラブ系移民を初めて受け入れているが、1918年までには、国内第2の都市サンペドロスラのアラブ系移民が軒並みキリスト教徒となったという。
オスマン帝国がパレスチナを支配していたために移住を余儀無くされており、同地のアラブ人は「トルコ人」として亡命するに至る。移住が再度活発化するのは、第二次世界大戦や1948年の第一次中東戦争の後であった。
1984年にはアラブ人や国内のムスリムの利益擁護を主目的として、イスラム教系慈善団体が設立。爾来モスクを建立し、コーランやアラビア語教育を最重要課題とする子供への教育を含む、社会的、宗教的問題を話し合っている

## 組織
国内で有名なイスラム教組織としては、ユスフ・アムダニ率いるホンジュラスイスラムセンター（本部サンペドロスラ）と、ホンジュラスイスラム共同体（本部コルテス）の2ヶ所が挙げられる。